# Gonostoma elongatum
Gonostoma elongatum är en fiskart som beskrevs av Günther, 1878. Gonostoma elongatum ingår i släktet Gonostoma och familjen Gonostomatidae. Inga underarter finns listade i Catalogue of Life.